# Ройн
«Ройн» (фар. Bóltfelagið Royn) — фарерский футбольный клуб, играющий в Квальбе, Сувурой. Основан 23 октября 1923 года. Участник первого чемпионата Фарерских островов по футболу.

## История клуба
«Ройн» был основан 23 октября 1923 года и является одним из самых старых футбольных клубов страны. В 1942 году «Ройн» принимал участие на первом чемпионате Фарерских островов по футболу, проходившем по системе плей-офф. В первом раунде «Ройн» со счётом 5-0 одолел команду «СВБ». В следующем матче, за выход в финал, они с таким же счётом уступили клубу «ТБ». С тех пор «Ройн» никогда не выступал в высшей фарерской лиге. В 1946 году команда выиграла первый дивизион, однако не повысилась в классе. На протяжении многих лет «Ройн» выступал во второй по значимости фарерской лиге. В 1983 году клуб дошёл до финала кубка Фарерских островов, где уступил команде «ГИ». На рубеже столетий «Ройн» балансировал между первым и вторым дивизионами, а позднее и вовсе вылетел в третий. В 2014 году клуб выиграл третий дивизион.

## Достижения
- Победитель первого дивизиона Фарерских островов (1): 1946
- Победитель второго дивизиона Фарерских островов (3): 1977, 1996, 2003
- Победитель третьего дивизиона Фарерских островов (2): 2014, 2019
- Финалист кубка Фарерских островов (1): 1983